# Tommaso Ximenes
Tommaso Ximenes (falecido em 3 de novembro de 1633) foi um prelado católico romano que serviu como bispo de Fiesole (1620–1633).

## Biografia
No dia 16 de novembro de 1620, Tommaso Ximenes foi nomeado durante o papado de Paulo V como Bispo de Fiesole. A 22 de novembro de 1620, foi consagrado bispo por Giovanni Garzia Mellini, Cardeal-Sacerdote de Santi Quattro Coronati, com Attilio Amalteo, Arcebispo Titular de Athenae, e Paolo De Curtis, Bispo Emérito de Isernia, servindo como co-consagradores. Permaneceu como Bispo de Fiesole até à sua morte em 3 de novembro de 1633.

## Sucessão episcopal
Enquanto bispo, foi o principal co-consagrador de:
- Marco Antonio Quirino (1622);
- Alexandre della Stufa (1623);
- Diego Merino (1623);
- Scipione Tancredi (1624);
- Michael Masserotti (1624); e
- Francesco Nori (1624).